# آرامگاه پیرنجم‌الدین
آرامگاه پیر نجم الدین مربوط به دوره سلجوقیان - دوره ایلخانی است و در سمنان، مجاور دروازه قدیم خراسان، در وسط میدان واقع شده و این اثر در تاریخ ۸ اسفند ۱۳۷۷ با شمارهٔ ثبت ۲۲۱۸ به‌عنوان یکی از آثار ملی ایران به ثبت رسیده است.
در مورد اینکه این آرامگاه، متعلق به چه کسی است، چند احتمال مطرح است که احتمال اول قوی‌تر است:
1. پیر نجم الدین دادبخش (یا تاجبخش)، که از بزرگان و سرداران سمنان بود و در راه مقاومت در برابر حمله مغولان به سمنان و دفاع از شهر، کشته شد.
2. نجم‌الدین کبری، از صوفیان سده ششم و هفتم هجری قمری
3. کمال‌الدین سمنانی، منجم مشهور در دوره خوارزمشاهیان و پدر منجمه نیشابوری[۲][۳][۴]